# General George Patton Museum

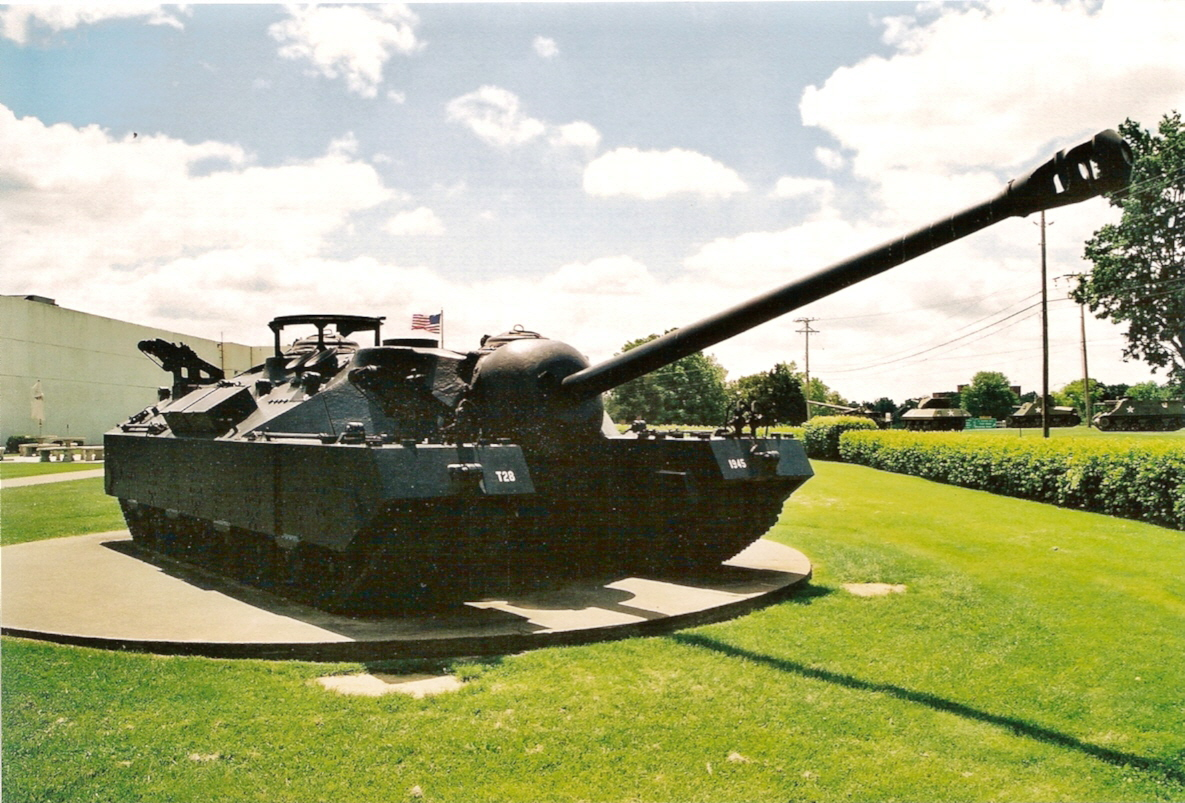
T-28 GMC tank in het museum

Het General George Patton Museum (vroeger bekend als het George Patton Museum of Cavalry and Armor) is een groot tankmuseum dat zich midden in het Amerikaanse Fort Knox bevindt. Het museum opgericht is opgericht ter ere van generaal George Patton, een van de pioniers van de tankoorlogvoering. Het museum werd opgericht in 1949.
Het is een van de grootste tankmusea in de VS en in de wereld. Het heeft een grote collectie aan voertuigen, waaronder enkele bijzondere zoals de Tiger II, de Renault FT-17, De Mark V en de M551 Sheridan. Het heeft tanks uit alle belangrijke oorlogen in de twintigste eeuw.